# Krasznokamenszki járás
A Krasznokamenszki járás (oroszul Краснокаменский район) járás Oroszország Bajkálontúli határterületén. Székhelye Krasznokamenszk.
A járást 1977-ben hozták létre.

## Népessége
- 2002-ben 65 907 lakosa volt.
- 2010-ben 64 597 lakosa volt.